# Charles-Marie Livon
Charles-Marie Livon, né le 19 mai 1850 à Marseille et mort dans la même ville le 16 août 1917, est un médecin et homme politique français. Organisateur hors pair, cumulant de nombreuses fonctions, il est connu pour la création du premier Institut Pasteur hors de Paris et pour son influence sur la politique hospitalo-universitaire de Marseille.

## Biographie
Charles-Marie Livon né le 19 mai 1850, 79 rue de Lodi, à Marseille, est le fils de Jean Désiré Livon, fabricant de cierges et bougies, et de Claire Françoise, d'origine italienne, née Pesetti, sans profession mais pianiste éminente.
Il commence ses études de médecine en 1867 à l'École secondaire de médecine de Marseille alors située à l'Hôtel Dieu, mais doit les interrompre pour s'engager dans l'armée afin de faire la guerre de 1870 comme médecin sous-aide major. Libéré en 1872, il passe sa thèse de médecine en 1873 à Paris, intitulée Du traitement des polypes pharyngiens.
Il retourne à Marseille où il ouvre un cabinet médical au 17 rue Peirier (devenue rue Aldebert) dont il gardera l'activité malgré les nombreuses charges qu'il va occuper. En 1875, il est suppléant d'anatomie et de physiologie à l'École de médecine déplacée à l'Hôtel Daviel.
Le 2 septembre 1876 à Marseille, il épouse Émilie Lambert ; le professeur de médecine Augustin Fabre et le premier président de la cour d'appel d'Aix-en-Provence Émile Rigaud sont témoins de son mariage. Devenu veuf en 1896, il se remarie à Marseille le 27 avril 1901 avec Mme veuve Lise Roustan.
En 1884, il est nommé professeur de physiologie à l'école de médecine dont il sera le directeur pendant seize ans. En 1886 il est élu à l'Académie de Marseille.
En 1893, il organise le transfert de l'école de médecine dans les locaux du palais du Pharo. Le 15 octobre 1893, il est nommé directeur du premier centre provincial de vaccination antirabique situé dans le sous-sol du palais du Pharo.
En 1896, le maire de Marseille Siméon Flaissières voit sa majorité divisée par un conflit entre socialistes et leur aile gauche radicale. Pour calmer les esprits, le maire démissionne en demandant à Charles Livon d'exercer la  fonction de maire provisoire, ce qu'il fit du 20 mars au 24 mai 1895. La réputation de droiture de Charles Livon était telle que Flaissières était certain de pouvoir reprendre sa fonction.
En 1912, il est nommé à la Commission administrative des hôpitaux dont il devient rapidement le président.  Livon dispose alors de tous les leviers pour la gestion de santé sur Marseille et son département. Visionnaire,  Il ouvre de nombreux projets et chantiers qui ne seront réalisés que des décennies plus tard. Il joue un rôle capital d'organisateur lors de la guerre de 1914-1918 en mettant une partie des hôpitaux civils à la disposition de l'armée.
Début août 1917, il est pris d'une fièvre qu'il pense bénigne, mais son état s'aggrave rapidement, probablement à cause d'une infection nosocomiale contractée à l'Hôtel-Dieu où il meurt le 16 août. Une importante cérémonie honorifique a lieu le 19 août lors du départ de sa dépouille pour le cimetière de Saint-Cyr-sur-Mer où il est inhumé.

## Distinctions
- Chevalier de la Légion d'honneur (1896).

## Travaux
Dès  le début de sa carrière, Charles Livon s'intéresse aux théories de Louis Pasteur, dont il devient l'admirateur après les avoir vérifiées par des travaux personnels. En 1877, il publie en collaboration avec Paul Cazeneuve, professeur de chimie de l'Université de Lyon, un travail intitulé Nouvelles recherches sur la fermentation ammoniacale de l'urine et la génération spontanée dans la Revue de médecine et de chirurgie.
En 1882, il publie un Manuel de vivisection qui connait un vif succès. Il obtient le prix de l'Académie des sciences pour ses travaux en physiologie, et il devient membre correspondant de l'Académie de médecine. Il est directeur de la revue Marseille médical.

### La rage à Marseille
Depuis le début du XIXe siècle, la municipalité est confrontée à un problème de chiens errants qui encombrent les rues, créent des accidents par morsure et « outragent la morale par le spectacle repoussant des amours en pleine rue ». Les différents arrêtés imposant la muselière obligatoire pour tous les chiens ne sont guère respectés. En 1862, 1070 chiens errants sont capturés dont mille, non réclamés dans les 24 heures, ont été abattus.
Le 6 juillet 1885 Louis Pasteur pratique la première vaccination antirabique sur un enfant. Très peu de temps après le Conseil Général des Bouches-du-Rhône, sur proposition d'un de ses membres le docteur Joseph Chevillon, demande à Charles Livon de s'initier à l'application de cette découverte afin de créer à Marseille un centre de vaccination antirabique , et pour cela de se rendre auprès de l'illustre maître.
Au début Louis Pasteur n'est pas favorable à la création d'un nouveau centre de vaccination ; en effet il écrit le 1er novembre 1885 à Charles livon : « La commission [du Conseil Général] se fait illusion si elle veut établir à Marseille un établissement d'inoculation préventive de la rage. Je suis prêt cependant à vous montrer les inoculations et mon installation provisoire. Il ne faut, à mon avis, qu'un seul établissement à Paris suffisant pour toute la France ». Cette mise en garde ne décourage pas Charles Livon qui se rend à Paris pour étudier l'inoculation. Louis Pasteur finit par accepter l'idée de création d'un nouveau centre d'inoculation. Le 15 octobre 1893, le maire de Marseille, le docteur Siméon Flaissières, prend un arrêté créant le service de vaccination qui prendra le nom d'Institut antirabique et en confie la direction à Charles Livon. L'inauguration a lieu le 9 décembre 1893, en l'absence de Pasteur à cause de ses problèmes de santé.
Le recrutement des patients dépasse le seul département des Bouches-du-Rhône, puisqu'il s'étend à tout le pourtour méditerranéen, des malades provenant même des Indes et de Madagascar. Les cinq premières années 1480 cas sont traités, dont 1096 par chiens certainement enragés, avec  6 décès. Charles Livon attribue la diminution des décès de 0,63 % à 0,40% à une amélioration personnelle des techniques employées (température de conservation et durée de traitement).
Situé dans des locaux trop exigus (sous-sol du palais du Pharo), l'institut antirabique est reconstruit, par souscription publique, sur un terrain proche appartenant à la ville. Il prend alors le nom d'Institut Pasteur lors de son ouverture le 22 décembre 1908. En 1946, cet Institut Pasteur devient le Laboratoire municipal de biologie et de chimie, le service de vaccination gardant le nom de service Pasteur.

### Politique hospitalière
Au début du XXe siècle, Marseille est en plein essor économique et démographique. Le parc hospitalier n'est composé que de quatre hôpitaux situés au sud, ce qui est notoirement insuffisant pour une ville qui se développe beaucoup au nord.
Devenu président de la commission administrative des hôpitaux, Charles Livon joue un grand rôle dans l'amélioration de l'hygiène des hôpitaux et la protection infantile. Organisateur doué et doté d'une grande puissance de travail, il entame plusieurs grands chantiers tels que :
- la création d'une faculté de médecine de Marseille à partir de l'école secondaire de médecine, malgré l'opposition de la faculté de médecine de Montpellier (les étudiants en médecine pouvaient étudier à Marseille, mais devaient passer leur thèse à Montpellier). Cette faculté de Marseille ne sera créée qu'en 1930 ;
- la création d'un hôpital au nord de Marseille, avec le lancement d'un concours d'architecte (40 projets dont 5 retenus). Ce projet est interrompu par la guerre de 14-18 et le décès de Charles Livon. Il ne reprendra qu'un demi-siècle plus tard, avec la création de l'hôpital Nord inauguré en 1964 ;
- la création d'un hôpital pour incurables en utilisant les structures d'un collège dit le « Petit Lycée » de la Belle-de-Mai, une annexe du « Grand Lycée » ou Lycée Thiers. Ce fut d'abord un hôpital temporaire de la Croix-Rouge durant la guerre, fermé en 1919, mais rouvert en 1920 pour devenir maternité de la Belle-de-Mai jusqu'en 1996 (transférée à l'hôpital Nord).

### Effort de guerre
Dès le début de la première guerre mondiale, la France perd l'équivalent de dix départements et des hôpitaux qui s'y trouvent. De plus on compte immédiatement un nombre considérable et non prévu de blessés. Marseille et ses 500 000 habitants doivent créer immédiatement des milliers de lits d'hôpitaux supplémentaires. Il n'existait alors qu'un seul hôpital militaire, l'hôpital Michel Levy disposant de 1100 lits.
Charles Livon décide de mettre à la disposition de l'armée deux hôpitaux civils pour en faire des hôpitaux mixtes, tout en augmentant les capacités des deux hôpitaux restés civils. Par exemple, en juin 1915, un service de chirurgie maxillo-faciale est créé à l'Hôtel-Dieu pour le traitement des gueules cassées.
En 1916, il offre un terrain de la ville à l'armée pour créer un hôpital complémentaire, constitué de baraquements, situé dans le quartier de la Rose. Après la guerre, l'armée fait construire sur cet emplacement hôpital Labadié, rasé en 1959 pour la création de l'hôpital Laveran inauguré en 1963.

## Publications
- Charles Livon, Notice sur la rage avec un projet nouveau de police sanitaire sur la race canine, Paris, Marseille, Delahaye et Camoin, 1864.
- Charles Livon, Du traitement des polypes laryngiens, Paris, A. Delahaye, 1873, 76 p. (OCLC 467529261, BNF 30825116).
- Charles Livon, Manuel de vivisection, Paris, J.B. Baillière, 1882, 344 p. (OCLC 807629039, BNF 30825106).
- Charles Livon, Rapport sur une mission à Paris pour étudier auprès de M. Pasteur les inoculations préventives de la rage, présenté à MM. les membres de la commission départementale des Bouches-du-Rhône, par le Dr Livon (Charles), Marseille, Barlatier-Feissat, 1886, 30 p. (OCLC 457502748, BNF 30825108).
- Charles Livon, L'institut antirabique de Marseille : résultats statistiques, Marseille, Barthelet, 1896.

## Hommages

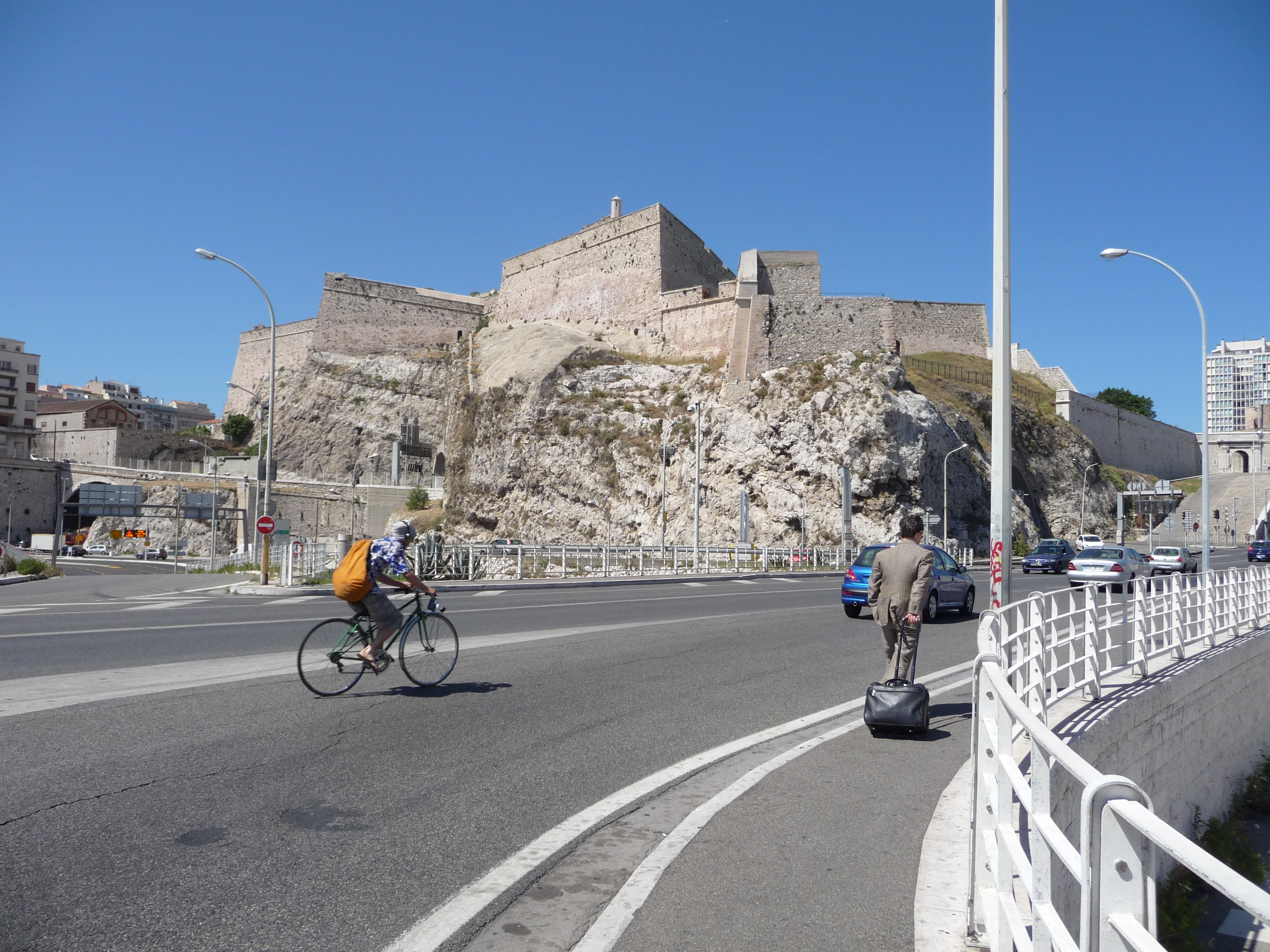
Le Fort Saint-Nicolas, vu du boulevard Charles Livon.

- Un boulevard de Marseille porte son nom conformément à la délibération du Conseil municipal du 6 septembre 1922. Ce boulevard est réalisé en deux étapes. Une première partie en 1860, afin de relier le Vieux Port au Pharo et qui nécessite la destruction d'une partie du fort Saint-Nicolas divisé en deux ; cette partie prendra à l'époque la dénomination de boulevard de l'Empereur, puis boulevard du Pharo. Une deuxième partie est ouverte en 1912 pour aboutir jusqu'à la mer à la plage des Catalans[6]. Sur ce boulevard se situe l'entrée du parc du Pharo qui abrite l'institut antirabique dont il fut le Directeur pendant 24 ans.
- Par décret du 5 mars 1896 il est fait chevalier de la Légion d'honneur ; la décoration lui sera remise par le président de la République[7].